# Illuminismo russo

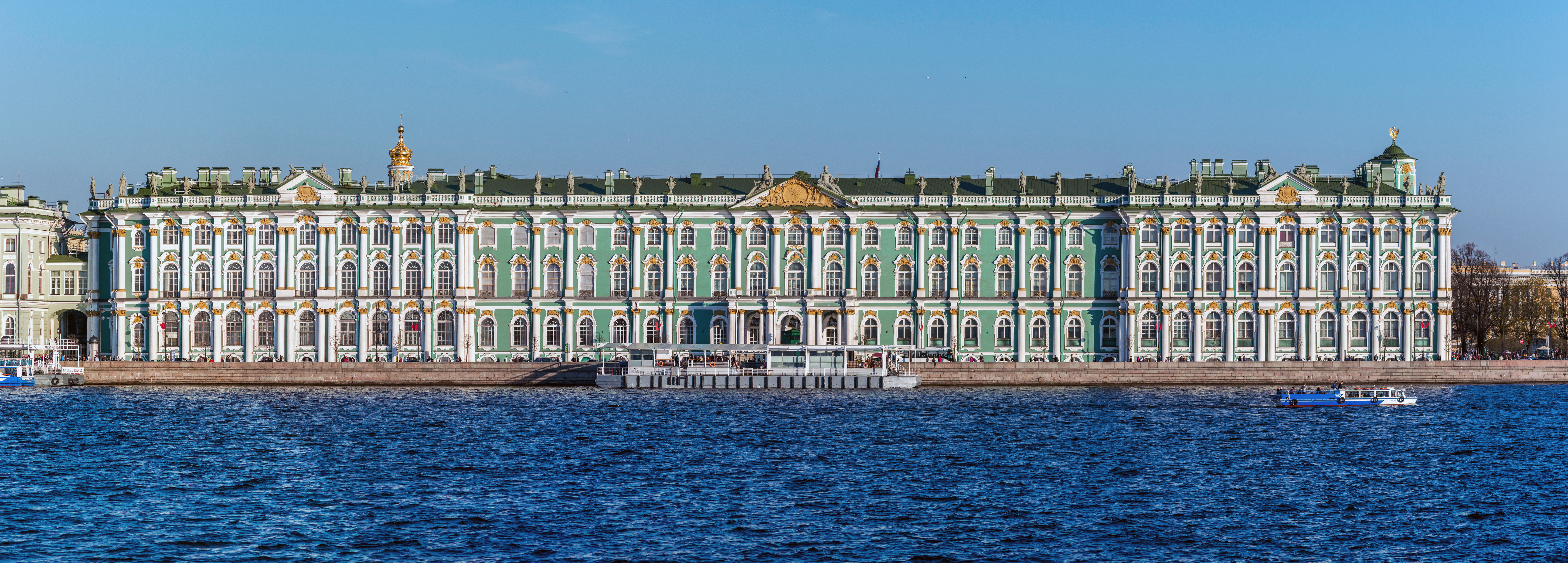
L'Ermitage.

L'Illuminismo russo era un movimento culturale, parte dell'Illuminismo paneuropeo, che si sviluppò in Russia principalmente nella seconda metà del XVIII secolo, quando il potere e il governo imperiali promossero attivamente lo sviluppo della scienza e delle arti. Era direttamente associato al regno dell'imperatrice Caterina la Grande, affascinata dal classicismo e dall'enciclopedismo francesi.
A quel tempo furono fondate le prime università, biblioteche, teatri, musei e stampa russi.
L'Illuminismo russo è caratterizzato come parte del cosiddetto assolutismo illuminato caratteristico della Prussia.
L'Illuminismo russo non è un fenomeno isolato dal fenomeno paneuropeo, ma ha alcune specificità, come l'eccezionale egida statale e il sostegno che riceve sotto forma di incoraggiamento, ma non con un pregiudizio liberale, ma al contrario, con l'assolutismo, a differenza dell'Illuminismo in Francia. La Rivolta di Pugačëv e la Rivoluzione francese furono fondamentali per lo sviluppo del processo illuministico nell'impero russo, dove fino al primo quarto del XIX secolo il termine "illuminazione" era usato come sinonimo di "cultura simbolica".
Lo specifico illuminismo russo fu principalmente influenzato dalle precedenti riforme di Pietro il Grande.

## Eventi significativi
1. Fondazione dell'Università statale di Mosca (1755)
2. La costruzione del Palazzo d'Inverno (1762)
3. La scoperta dell'Ermitage (1764)
4. La costituzione dell'Accademia imperiale russa (1783)
5. La fondazione di Odessa (1794)
6. La creazione della Biblioteca nazionale russa (1795)